# Örvös fogasfürj
Az örvös fogasfürj (Odontophorus strophium) a madarak osztályának tyúkalakúak (Galliformes) rendjébe és a fogasfürjfélék (Odontophoridae) családjába tartozó faj.

## Rendszerezése
A fajt John Gould angol ornitológus írta le 1900-ban, az Ortyx nembe Ortyx (Odontophorus) strophium néven.

## Előfordulása
Kolumbia területén honos. A természetes élőhelye szubtrópusi és trópusi hegyi esőerdők.

## Megjelenése
Testhossza 25-27 centiméter, testtömege 300 gramm.

## Életmódja
Gyümölcsökkel és magvakkal táplálkozik.

## Szaporodása
Szaporodási időszaka március-május és szeptember-november között van.

## Természetvédelmi helyzete
Az elterjedési területe kicsi, egyedszáma pedig a vadászat, a fakitermelés és az élőhelyvesztés miatt még csökken is. A Természetvédelmi Világszövetség Vörös listáján veszélyeztetett fajként szerepel.

## Külső hivatkozások
- Képek az interneten a fajról
- Internet Bird Collection - videók a fajról
- Xeno-canto.org - a faj hangja és elterjedési területe